# Pinos, Mexiko
Pinos är en kommunhuvudort i Mexiko.   Den ligger i kommunen Pinos och delstaten Zacatecas, i den centrala delen av landet, 400 km nordväst om huvudstaden Mexico City. Pinos ligger 2 453 meter över havet och antalet invånare är 4 631.
Terrängen runt Pinos är kuperad åt nordost, men åt sydväst är den platt. Runt Pinos är det ganska glesbefolkat, med 21 invånare per kvadratkilometer. Pinos är det största samhället i trakten. Omgivningarna runt Pinos är i huvudsak ett öppet busklandskap.